# Clayton (Ohio)
Clayton è un comune degli Stati Uniti d'America, situato nello stato dell'Ohio, diviso tra la contea di Montgomery e la contea di Miami.